# 鱼洞街道
鱼洞街道，是中华人民共和国重庆市巴南區下辖的一个乡镇级行政单位。2009年以前为巴县、巴南区政府驻地。210国道经过。

## 行政区划
鱼洞街道下辖以下地区：
化龙路社区、下新新社区、新民街社区、鱼新街社区、化龙桥社区、江洲路社区、农胜村、干湾村、金竹村、仙池村和百胜村。
2020年1月17日，调整鱼洞街道管辖范围，增设莲花街道。调整后，辖农胜村、金竹村、百胜村、仙池村、干湾村等5个村，江洲路社区、下新新社区、新民街社区、鱼新街社区、化龙路社区、化龙桥社区等6个社区。